# Zo jezik
Zo jezik (ISO 639-3: zom; jou, kuki chin, zau, zome, zomi, zou), sinotibetski jezik kojim govori narod Zome, Zomi ili Zo, kojim se služi oko 30 000 ljudi u Burmi, poglavito u državi Chin i 20 600 (2001 census) u indijskim državama Manipur i Assam.
Zomi je i kolektivni termin kojim sebe označavaju plemena Tedim Chin iz Burme i Paite i Vaiphei iz Manipura u Indiji. Sličn je jezicima paite chin [pck] i simte [smt] s kojima uz još dvadesetak jezika čini sjevernu podskupinu skupine kuki-čin

## Vanjske poveznice
- Ethnologue (14th)
- Ethnologue (15th)